# Bernardo Rossellino

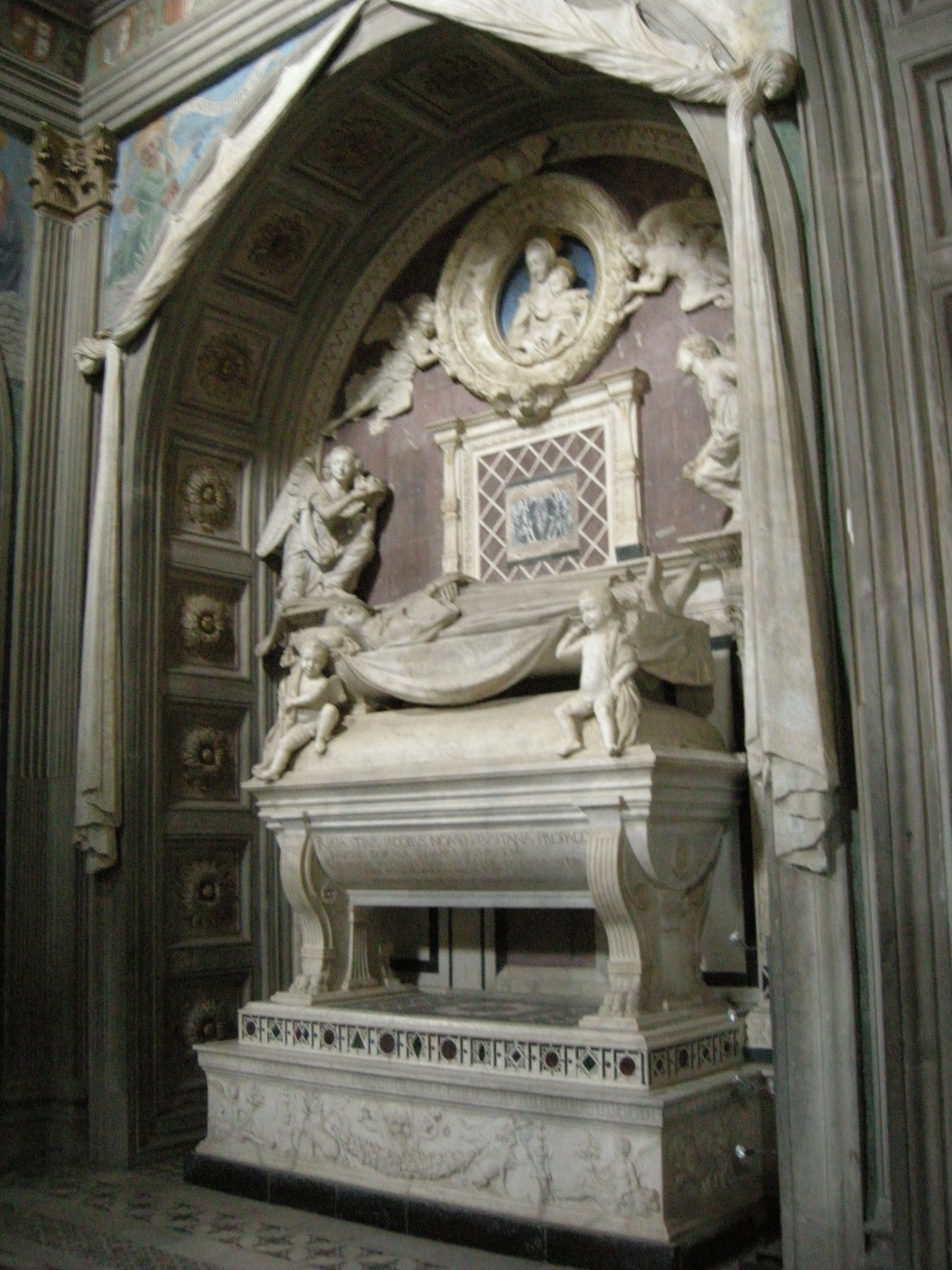
Kardinal Jaime av Portugals gravmonument i San Miniato al Monte i Florens.

Bernardo Rossellino, född 1409 i Settignano, död 1464 i Florens, var en italiensk skulptör och arkitekt.

## Biografi
Bernardo Rossellino var på 1440-talet sysselsatt i Florens med omnejd som skulptör och arkitekt. Här skapade han bland annat gravmonumentet över statssekreteraren Leonardo Bruni. Åren 1452–1455 begav han sig till Rom, och ledde där på uppdrag av påve Nicolaus V arbetet med utvidgandet av den gamla Peterskyrkans tribunparti bakom koret. Han var därefter verksam i påve Pius II:s tjänst i Pienza.
Bernardo Rossellino var bror till den italienske skulptören Antonio Rossellino.